# Christine Hatzky
Christine Hatzky (* 2. Juni 1965 in Rheinfelden) ist eine deutsche Historikerin. Ihr Forschungsschwerpunkt ist die Geschichte Lateinamerikas und der Karibik. 

## Wissenschaftliche Laufbahn
Christine Hatzky begann 1990 mit dem Studium der iberischen und lateinamerikanischen Geschichte, der Romanistik sowie der Mittleren und Neueren Geschichte an der Universität zu Köln und der Universidad Nacional Autónoma de México. 1997 erlangte sie in Köln den Magister Artium. Hatzky wurde von 1999 bis 2002 durch die Heinrich-Böll-Stiftung gefördert. 2002 bis 2010 war sie wissenschaftliche Mitarbeiterin am Lehrstuhl für außereuropäische Geschichte der Universität Duisburg-Essen.
Ihre Promotion über den kubanischen Studentenführer und Mitbegründer der Kommunistischen Partei Kubas, Julio Antonio Mella, schloss sie im Jahr 2003 an der Universität Hannover ab. In den drei darauffolgenden Jahren war sie Post-Doc-Stipendiatin der Deutschen Forschungsgemeinschaft. Wiederum an der Universität Duisburg-Essen legte sie 2010 ihre Habilitation über Kubaner in Angola. Süd-Südkooperation und Bildungstransfer 1976–1991 vor. Im gleichen Jahr nahm Hatzky einen Ruf auf eine Professur für Geschichte Lateinamerikas und der Karibik der Universität Hannover an.
Seit 2017 leitet sie zusammen mit den Universitäten Bielefeld, Jena und Kassel das transatlantische CALAS – Maria Sibylla Merian Center for Advanced Latin American Studies, das in Mexiko, Costa Rica, Ecuador und Argentinien aufgebaut wird. Sie ist Co-Direktorin des CALAS-Regionalzentrums für Zentralamerika und Karibik, das an der historisch-sozialwissenschaftlichen Fakultät der Universität Costa Rica in San José angesiedelt ist. Von 2019 bis 2021 leitete sie die interdisziplinäre CALAS-Forschungslinie „Visions of Peace. Transitions between Violence and Peace in Latin America“, an der über 20 Wissenschaftlerinnen und Wissenschaftler aus Lateinamerika, den USA und Europa beteiligt waren.

## Mitgliedschaften (Auswahl)
- CALAS – Maria Sibylla Merian Center for Advanced Latin American Studies
- Arbeitsgemeinschaft der deutschen Lateinamerikaforschung
- Asociación de Historiadores Latinoamericanistas Europeos (AHILA)
- Vertrauensdozentin der Heinrich-Böll-Stiftung
- International Association of Inter-American Studies
- Latin American Studies Association (LASA)

## Veröffentlichungen (Auswahl)
- gemeinsam mit David Díaz Arias, Werner Mackenbach, Joachim Michael et al.: Peace in Latin America: Shifting paradigms in the studies of Culture, Society and Politics, Routledge London, New York 2025.
- gemeinsam mit Anja Bandau und Lidia Becker: Gender and Intersectionality in the History and Culture of Central América and the Caribbean (19th/20th centuries)/Género e interseccionalidad en la historia y la cultura de Centroamérica y el Caribe, siglos XIX y XX, CIHAC, Universidad de Costa Rica, San José 2024, https://cihac.fcs.ucr.ac.cr/e-books/.
- gemeinsam mit Barbara Potthast: Lateinamerika seit 1930 (= Oldenbourg Grundriss der Geschichte. Bd. 49). De Gruyter Oldenbourg, Berlin, Boston 2022, ISBN 978-3-11-073522-2.
- gemeinsam mit Barbara Potthast: Lateinamerika 1800–1930 (= Oldenbourg Grundriss der Geschichte. Bd. 48), De Gruyter, Berlin 2021.
- Cubans in Angola. South-South Cooperation and Transfer of Knowledge, 1976-1991, University of Wisconsin Press, Madison 2015.
- Kubaner in Angola. Süd-Süd-Kooperation und Bildungstransfer 1976–1991, München 2012 (Habilitationsschrift).
- Julio Antonio Mella (1903–1929). Eine Biografie, Frankfurt/M. 2004 (spanisch: Biografía de Julio A. Mella, Santiago de Cuba 2008).
- Mexiko den Mexikanern! Chinesische Migration und anti-chinesische Politik. Eine transnationale Perspektive auf die mexikanische Revolution, in: Claudia Hiepel, Michaela Bachem-Rehm (Hrsg.): Teilungen überwinden. Europäische und internationale Geschichte im 19. und 20. Jahrhundert, Oldenbourg Verlag, München 2014, S. 349–361.
- Cuba's Educational Missions in Africa. The Example of Angola, in: Anne Hickling-Hudson, Rosemary Preston, Jorge Gonzalez Corona (Hrsg.): The Capacity to Share. A study of Cuba's International Cooperation in Educational Development, Palgrave MacMillan, Houndsmills 2012, S. 141–161.
- Die Welt um 1500. Das Ausgreifen Europas und die Folgen, Basisbeitrag, in: Praxis Geschichte 06/2011, S. 4–9.
- Hrsg. gemeinsam mit Ulrike Schmieder: Sklaverei und Nachsklavereigesellschaften in Afrika und der Karibik, Thementeil, in: Periplus. Jahrbuch für außereuropäische Geschichte, 2010.
- Die Karibik. Diktaturen, Revolutionen und Mythen im 20. Jahrhundert, in: Bernd Hausberger, Gerhard Pfeisinger (Hrsg.): Die Karibik. Geschichte und Gesellschaft 1492–2000, Wien 2005, S. 119–136.
- Julio Antonio Mella (1903–1929). Biografía Política, in: Olga Portuondo, Michael Zeuske (Hrsg.): Ciudadanos en la Nación. Ciudadanía, Nación y Raza en la Primera República de Cuba, 1902–1933, III. Taller Internacional de Historia, Santiago de Cuba, 26. bis 29. September 2001, Santiago de Cuba 2004, S. 158–163.